# Pallavolo ai II Giochi della Croce del Sud
I tornei di pallavolo ai II Giochi della Croce del Sud si sono disputati durante la II edizione dei Giochi della Croce del Sud, che si è svolta a Rosario nel 1982.

## Podi
| Evento                      | Oro       | Argento | Bronzo    |
| Torneo maschile (dettagli)  | Argentina | Brasile | Perù      |
| Torneo femminile (dettagli) | Perù      | Brasile | Argentina |